# The Proposal
The Proposal är en amerikansk romantisk komedifilm från 2009.

## Handling
Margaret Tate (Sandra Bullock) är en tuff chef som ingen rår på. Eftersom hon är från Kanada och vistas i USA utan giltigt visum, måste hon deporteras tillbaka till sitt hemland. Enda lösningen på problemet är att hon gifter sig, och eftersom hennes assistent Andrew (Ryan Reynolds) finns nära till hands, råkar det bli med honom. Det nyblivna paret utsätts för många prövningar, bland annat ett besök hos Andrews familj i Alaska. Men till slut börjar äkta känslor dyka upp...

## Om filmen
The Proposal regisserades av Anne Fletcher. Den hade biopremiär den 24 juni 2009 i Sverige och släpptes på DVD den 28 oktober 2009 i Sverige. Filmen är barntillåten. Zoë Bell var Sandra Bullocks stuntkvinna under filminspelningen. 

## Rollista (urval)
- Sandra Bullock - Margaret "Maggie" Tate
- Ryan Reynolds - Andrew Paxton
- Malin Åkerman - Gertrude
- Mary Steenburgen - Grace Paxton
- Craig T. Nelson - Joe Paxton
- Betty White - farmor Annie
- Denis O'Hare - Mr. Gilbertson
- Mini Andén - Simone